# Marthamea vitripennis
Marthamea vitripennis és una espècie d'insecte plecòpter pertanyent a la família dels pèrlids.

## Hàbitat
En el seu estadi immadur és aquàtic i viu a l'aigua dolça dels trams baixos dels rius, mentre que com a adult és terrestre i volador. Encara que el seu cicle de vida no es coneix, hom suposa que s'estén al llarg de més d'1 any, possiblement dos, com s'esdevé en l'única espècie d'aquest gènere que ha estat estudiada. No s'ha estudiat la seua fenologia de forma precisa, però a la península Ibèrica els adults s'observen des de finals de la primavera (el mes de juny) fins a l'estiu (el juliol).

## Distribució geogràfica
Es troba a Europa: els estats bàltics, Bèlgica, Bulgària, Txèquia, Eslovàquia, França, Alemanya, Grècia, Hongria, Polònia, Romania, l'Estat espanyol (el centre i la meitat nord, incloent-hi les províncies de Madrid, Toledo, Conca, Saragossa i Tarragona) i els territoris de l'antiga Iugoslàvia (incloent-hi Croàcia).

## Estat de conservació
El seu costum d'habitar els trams finals dels rius fa que estigui sotmesa a un fort risc de desaparició, ja que històricament hi han estat objecte d'alteracions molt fortes a conseqüència de les actuacions humanes (abocaments de residus, captacions d'aigües, construcció d'embassaments, etc.).